# Alphabet santali
L'alphabet santal, ou santâl, aussi connu sous le nom d'Ol Cemet' (« langue de l’écriture »), Ol Chiki, Ol Chiki, ou Ol, fut créé en 1925 par le pandit Raghunath Murmu pour noter le santal. Auparavant, le santali était noté avec l'alphasyllabaire bengali, l'alphasyllabaire odia ou bien l'alphabet latin, quand il lui arrivait d'être écrit. Comme le santali n'est pas une langue indo-européenne (famille à laquelle appartiennent la plupart des langues du nord de l'Inde), mais une langue munda, les écritures indiennes n'avaient pas de symboles pour tous les phonèmes du santali, surtout pour les occlusives et les voyelles, ce qui aurait rendu problématique l'écriture dans un alphabet indien non modifié. Les missionnaires avaient importé l'alphabet latin, qui se révéla utile pour la notation des consonnes, mais les voyelles restaient problématiques. Au contraire de la plupart des écritures de l'Inde qui ont la brāhmī pour ancêtre, voire l'alphabet phénicien, l'alphabet santali est un véritable alphabet, et non un syllabaire. De plus, comme il fut créé pour une langue propre, à chaque symbole correspond un phonème.
L'alphabet santal comprend trente lettres supposées évoquer des formes naturelles. On l'écrit de gauche à droite. Malgré les efforts de Murmu, le taux d'alphabétisation reste très faible, entre 10 et 30 %[réf. nécessaire].

## Alphabet

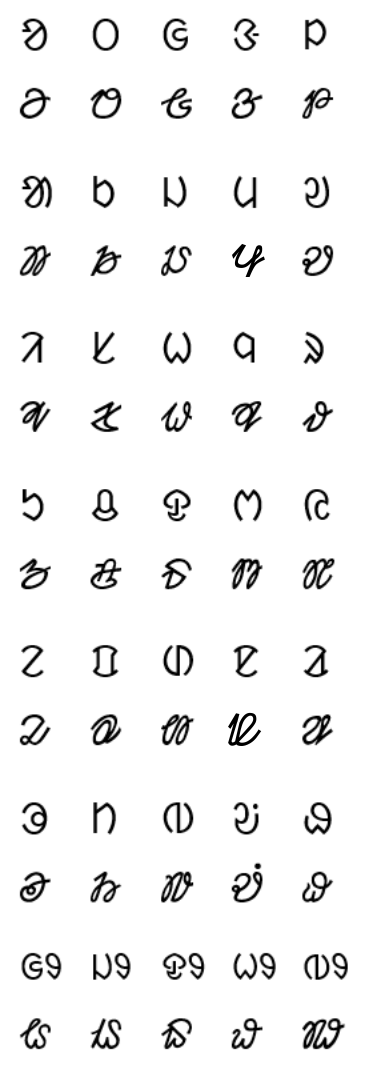
Lettres santâlîs.

Les valeurs des lettres sont les suivantes : 
| Lettre | Nom | API       | Translittération | Translittération | Translittération | Translittération | Translittération |
| Lettre | Nom | API       | ALA-LC           | Zide (en)        | Deva.            | Beng.            | Odia             |
| ------ | --- | --------- | ---------------- | ---------------- | ---------------- | ---------------- | ---------------- |
| ᱚ      | la  | /ɔ/       | a                | ọ                | अ                | অ                | ଅ                |
| ᱛ      | at  | /t/       | t                | t                | त                | ত                | ତ୍                |
| ᱜ      | ag  | /k’/, /g/ | g                | k’               | ग                | গ                | ଗ୍                |
| ᱝ      | ang | /ŋ/       | ṃ                | ṅ                | ं                 | ং                 | ଂ                 |
| ᱞ      | al  | /l/       | l                | l                | ल                | ল                | ଲ୍                |
| ᱟ      | laa | /a/       | ā                | a                | आ                | আ                | ଆ                |
| ᱠ      | aak | /k/       | k                | k                | क                | ক                | କ୍                |
| ᱡ      | aaj | /c’/, /j/ | j                | c’               | ज                | জ                | ଜ୍                |
| ᱢ      | aam | /m/       | m                | m                | म                | ম                | ମ୍                |
| ᱣ      | aaw | /w/, /v/  | w                | w                | व                | ওম়               | ୱ                |
| ᱤ      | li  | /i/       | i                | i                | ई                | ই                | ଇ                |
| ᱥ      | is  | /s/       | s                | s                | स                | স                | ସ୍                |
| ᱦ      | ih  | /ʔ/, /h/  | ẖ                | h                | ह                | হ                | ହ୍                |
| ᱧ      | iny | /ɲ/       | ñ                | ñ                | ञ                | ঞ                | ଞ୍                |
| ᱨ      | ir  | /r/       | r                | r                | र                | র                | ର୍                |
| ᱩ      | lu  | /u/       | u                | u                | उ                | উ                | ଉ                |
| ᱪ      | uch | /c/       | c                | c                | च                | চ                | ଚ୍                |
| ᱫ      | ud  | /t’/, /d/ | d                | t’               | द                | দ                | ଦ୍                |
| ᱬ      | unn | /ɳ/       | ṇ                | ṇ                | ण                | ণ                | ଣ୍                |
| ᱭ      | uy  | /j/       | y                | y                | य                | য়                | ୟ୍                |
| ᱮ      | le  | /e/       | e                | e                | ए                | এ                | ଏ                |
| ᱯ      | ep  | /p/       | p                | p                | प़                | প                | ପ୍                |
| ᱰ      | edd | /ɖ/       | ḍ                | ḍ                | ड                | ড                | ଡ୍                |
| ᱱ      | en  | /n/       | n                | n                | न                | ন                | ନ୍                |
| ᱲ      | err | /ɽ/       | ṛ                | ṛ                | ड़                | ড়                | ଳ୍                |
| ᱳ      | lo  | /o/       | o                | o                | ओ                | ও                | ଓ                |
| ᱴ      | ott | /ʈ/       | ṭ                | ṭ                | ट                | ট                | ଟ୍                |
| ᱵ      | ob  | /p’/, /b/ | b                | p’               | ब                | ব                | ବ୍                |
| ᱶ      | ov  | /w̃/       | ṅ                | w̃                | उं                | ঁ                 | ঁ                 |
| ᱷ      | oh  | /ʰ/       | h                | (C)h             | ह                | হ                | ହ                |

Les consonnes aspirées sont écrites comme des digraphes avec la lettre ᱷ: ᱛᱷ /tʰ/, ᱜᱷ /gʱ/, ᱠᱷ /kʰ/, ᱡᱷ /jʱ/, ᱪᱷ /cʰ/, ᱫᱷ /dʱ/, ᱯᱷ /pʰ/, ᱰᱷ /ɖʱ/, ᱲᱷ /ɽʱ/, ᱴᱷ /ʈʰ/, et ᱵᱷ /bʱ/.